# Quedenfeldtia
Quedenfeldtia es un género de geckos de la familia Sphaerodactylidae. Son geckos  diurnos y arbóreos. Son endémicos de Marruecos y el Sahara Occidental.

## Especies
Se reconocen las siguientes dos especies:
- Quedenfeldtia moerens (Chabanaud, 1916)
- Quedenfeldtia trachyblepharus (Boettger, 1874)